# Андерс Ли
Андерс Марк Ли (енгл. Anders Mark Lee — Идајна, 3. јул 1990) професионални је амерички хокејаш на леду који игра на позицијама левог крила.
Члан је сениорске репрезентације Сједињених Држава за коју је на међународној сцени дебитовао на светском првенству 2015. године, на првенству на ком је амерички тим освојио бронзану медаљу.
Учествовао је на улазном драфту НХЛ лиге 2009. где га је као 152. пика у деветој рунди одабрала екипа Њујорк ајландерса. Пре него што је заиграо у професионалној конкуренцији одиграо је три сезоне у колеџ лиги за екипу Универзитета Нотр Дам. Током прве две дебитантске НХЛ сезоне паралелно са Ајландерсима играо је и за њихову филијалу Бриџпорт саунд тајгерсе у АХЛ лиги.